# 保羅·瓊斯號驅逐艦 (DD-10)
保羅·瓊斯號驅逐艦（舷號DD-10）是一艘隸屬於美國海軍的驅逐艦，為班布里奇級驅逐艦的十號艦。她是美軍第二艘以保羅·瓊斯為名的軍艦，以紀念美國獨立戰爭時期的海軍英雄約翰·保羅·瓊斯（John Paul Jones）。
瓊斯號在1899年於聯合鋼鐵廠開始建造，在1902年下水服役。接著瓊斯號在大西洋執勤。美國參與第一次世界大戰後，瓊斯號長期留在大西洋西部護航商船。戰後瓊斯號在1919年退役除籍，並在1920年出售拆解。